# 方便
方便（ほうべん）には、次の3つの意味がある。
1. 仏教において、衆生を教え導く巧みな手段や、真実の教法に誘い入れるために仮に設けた教えを意味する仏教用語[1][2]。本記事で詳述。
2. 目的のために利用する便宜の手段[1][2]。手立て[1]。「嘘も方便」などの用法がある[1][2]。
3. 都合のよいさま[2]。多くは「御方便」という形で用いられる[2]。

## 原語
「方便」はサンスクリットの upāya ウパーヤの漢語訳であり、upāya は、upa〜を語幹に持つ動詞（＝「近づく」「到達する」）から派生した名詞である。すなわち、 upāya の原義は「近づく」、「到達する」。

## 概説
仏教用語としての「方便」は、衆生を教え導く巧みな手段や、真実の教法に誘い入れるために仮に設けた教えを意味する。
方便は十波羅蜜の第七である方便波羅蜜としても知られる。

## 方便の意味の展開

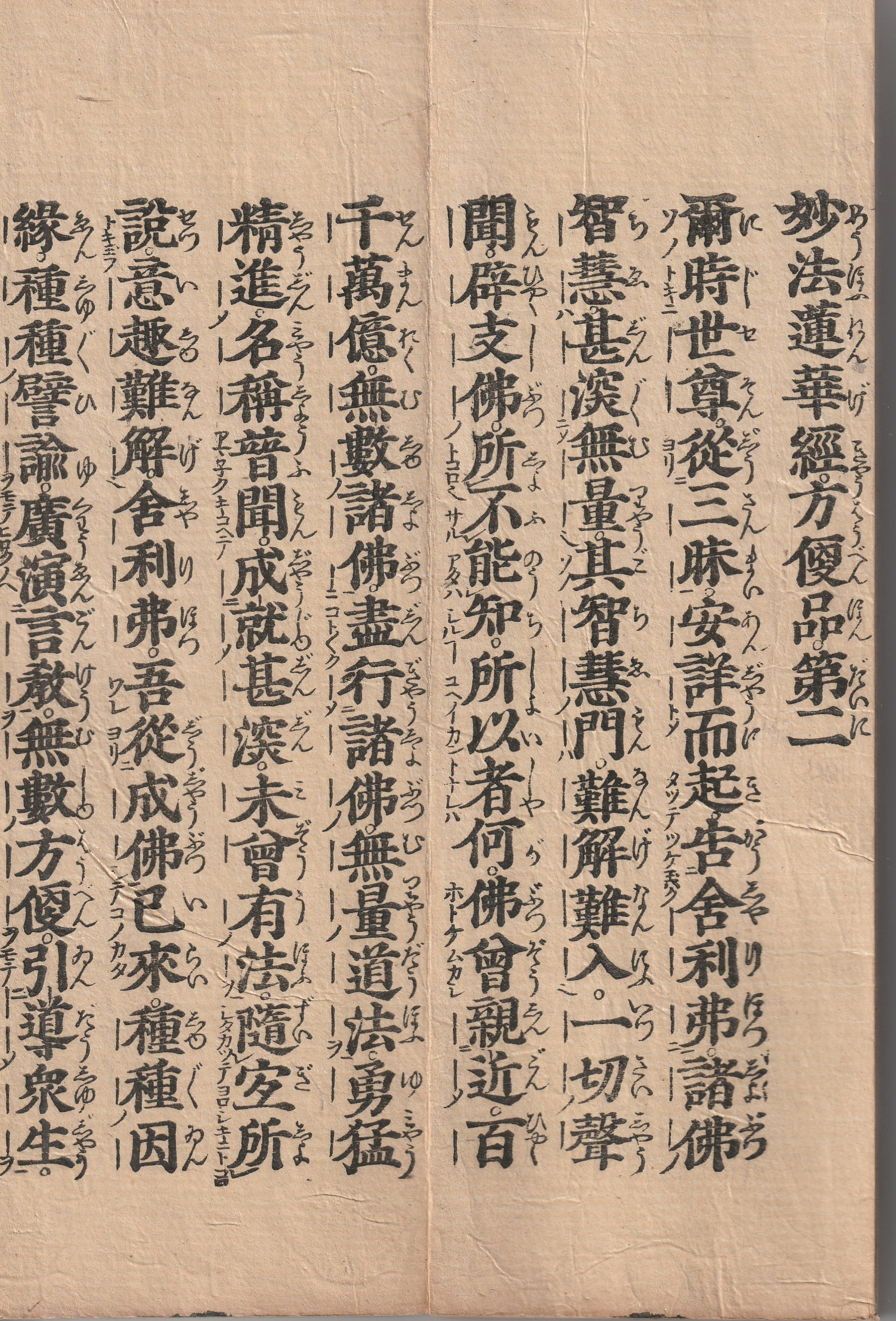
『法華経』方便品第二

- 最初期の仏教においては、ウパーヤは衆生が仏や悟りに近づく方策のことを主に指していた。
- 初期〜中期大乗の経典においては、ウパーヤは仏の智慧による衆生を済度に近づけるための巧みな方法を主に意味するようになり、菩薩の重要な徳目である。
- 『般若経』においては、仏の悟りに到達するために菩薩は方便として、執着しないということ（般若波羅蜜）を実践するのだ、とされる。
- 『大智度論』においては、菩薩道に般若波羅蜜と方便の二つがあるが、ふたつはひとつなのだ、と説かれる。
- 『法華経』においては、方便は仏が衆生に真実を明かすまでの一時的な手段、となってあらわれる。方便は章の題名ともなっており（「方便品」）、それまでに仏が説いた三乗の教えは、「方便」すなわち「仮の教え」である、と説かれ、実は三乗の人すべてが仏となる一仏乗だけがあるのだ、と説かれる（会三帰一）。また、如来寿量品では、釈迦が涅槃に入ったのも方便であって、実は仏は久遠の過去から常住しているのだ、ということが明かされる（日蓮なども参照）
- 『大般涅槃経』においては、『法華経』の流れを汲みつつ、三乗教は方便であるとして一乗を説いている。しかし『涅槃経』では仏性を根本に据えて法華経よりも詳細に理論的に会三帰一の根拠を明かし、『法華経』の久遠実成を推し進めて、涅槃・入滅も方便として、さらに久遠常住を説く。また諸行無常など仏法の基本的教理も発展的に捉え、それまでの「無常・無我・苦・不浄」を方便として涅槃の境地こそ「常楽我浄」だと説いている。
  - さらには一闡提の不成仏や末法をも明確に否定し、すべての教説は『涅槃経』に至るまでの段階的説法の過程における方便とする。また四諦などそれまでの経典に説いた教説を再び説いてそこに涅槃の観法から新しい解釈を加え、それまでの大小乗など経典間の矛盾を融和し止揚すべく説いている。
- 密教においては、方便の意義には大きな転換がある。7〜8世紀頃成立の後期大乗である密教経典『大日経』においては、方便を究極的に仏の一切智智そのものとしている。すなわち、そもそも仏が一切智智を獲得する根は大悲であり、因は菩提心であると説かれ、如来が大悲によって衆生を救済しつづける「方便」に価値が置かれるようになり、方便は手段であるだけでなく同時に目的でもあり、二つは完全に一致したものなのである。

## 仏典における扱い

### 原始仏典に見られる逸話
- 『クッダカニカーヤ』（Khuddaka Nikāya）の「長老尼の譬喩」（Therī Apadāna）の第22章「キサーゴータミーの譬喩」（Kisāgotamī apadāna）には、釈迦が、我が子を亡くしたキサーゴータミーという女性に対して、「死者を出したことの無い家からカラシの種をもらってきたら、その子が生き返る薬を作ってあげよう」と言う場面がある。キサーゴータミーは家々を回り、どの家にも生老病死というものがあることを知って、釈迦の弟子となった。
- 『マッジマニカーヤ』（Majjhima Nikāya）の第86経「アングリマーラ経」（ Aṅgulimāla Sutta）には、難産で苦しむ妊婦を勇気づけるために、釈迦が、出家以前は殺人鬼であった弟子アングリマーラに対して、「女人よ、私は、聖なる生を得てからこのかた、故意に生きるものの生命を奪ったという覚えがない。その真実によって、あなたに安らぎが、胎児に安らぎがあるように」と言うように命じる場面がある。妊婦はその言葉を聞いて苦痛を和らげることができた。